# 穆瓦尔蒙
穆瓦尔蒙（法語：Moiremont，法語發音：[mwaʁmɔ̃]）是法国马恩省的一个市镇，位于该省东北部，属于香槟沙隆区。

## 地理
穆瓦尔蒙（49°7'58"N, 4°53'15"E）面积16.98 平方千米，位于法国大東部大區马恩省，该省份为法国东北部内陆省份，北起阿登省，西北接埃纳省，西南接塞纳-马恩省，南至奥布省，东南接上马恩省，东临默兹省。
与穆瓦尔蒙接壤的市镇（或旧市镇、城区）包括：绍德方丹、阿戈讷地区弗洛朗、拉讷维尔欧蓬、维埃纳城、维埃纳堡。

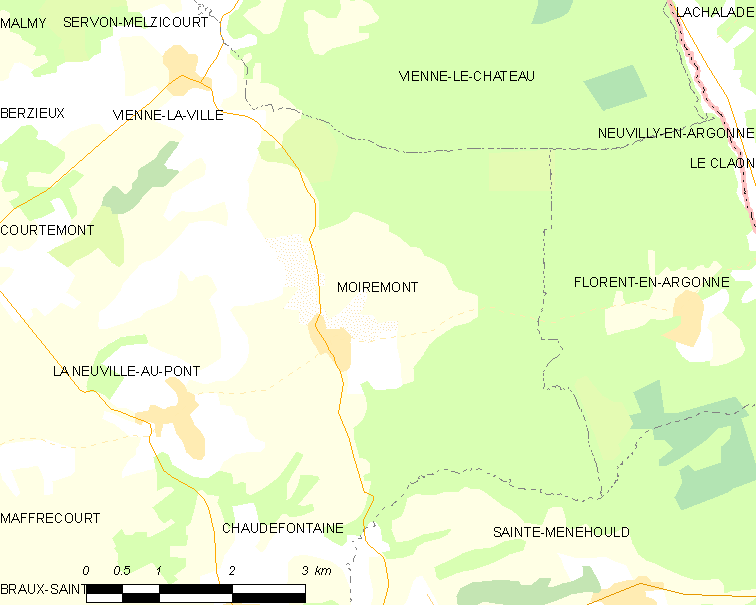
穆瓦尔蒙的OSM定位图

穆瓦尔蒙的时区为UTC+01:00、UTC+02:00（夏令时）。

## 行政
穆瓦尔蒙的邮政编码为51800，INSEE市镇编码为51370。

## 政治
穆瓦尔蒙所属的省级选区为阿戈讷-叙普-韦勒县。

## 人口

1962-2008年间穆瓦尔蒙人口变化图示

穆瓦尔蒙于2022年1月1日时的人口数量为189人。